# 堀寛史
堀 寛史（ほり ひろふみ、1977年4月12日 - ）は、日本の大学教員・理学療法士・博士（学術）。

## 概要
甲南女子大学看護リハビリテーション学部理学療法学科教授。日本理学療法推論学会代表世話人、日本理学療法哲学・倫理学研究会世話人代表補佐、日本精神心理領域理学療法研究会理事、デジタル理学療法研究会世話人などを務める。
理学療法学の専門は臨床推論（理学療法推論）、理学療法哲学、理学療法教育であり、論理系学問を得意とする。

## 来歴
1977年4月12日に福岡県北九州市八幡西区に生まれ、1996年に福岡県立小倉高等学校を卒業した。
1999年に西日本リハビリテーション学院卒業し、同年に理学療法士免許を取得した。
1999年から2003年にかけて熊本機能病院に勤務し、その後に放送大学教養学部を卒業した（学士（教養））。
2003年から2005年にかけてはアラキ整形外科に勤務し、同時に熊本大学大学院文学研究科を修了した（修士（文学））。
2005年から2020年の間に藍野大学医療保健学部理学療法学科に助手として勤務した。そして、藍野大学医療保健学部勤務中の2009年に大阪大学大学院文学研究科を単位取得後に退学し、同じく藍野大学勤務中の2017年には博士(学術)(大阪大学)を取得した。
2020年から2024年にかけてびわこリハビリテーション専門職大学リハビリテーション学部理学療法学科に勤務し、2024年からは甲南女子大学看護リハビリテーション学部理学療法学科に勤務している。

## 人物

### 活動
日本理学療法推論学会世話人代表、日本理学療法哲学・倫理学研究会世話人代表補佐、日本精神心理領域理学療法研究会理事、デジタル理学療法研究会世話人として、理学療法分野の研究・教育に携わる。また、ギャラップ社認定ストレングスコーチとして、個人や組織の強みを活かす人材育成にも関与している。

## 著作
- 『痛みの存在意義』[2]（単著）

その他、共著多数。